# Соков, Алексей Валентинович
Алексей Валентинович Соков (род. 14 апреля 1959, Москва) — российский учёный, специалист в области изучения циркуляции вод Мирового океана. Член-корреспондент РАН с 2022 года.
Доктор географических наук (2015), директор Института океанологии Российской академии наук с 2019 по 2023 год, временно исполнял обязанности директора Института океанологии РАН с 2017 по 2019 годы, ранее с 1996 года был заместителем директора института, где трудился с 1993 года, прежде сотрудник Государственного океанографического института (1981—1993). Член экспертного совета национальной премии «Хрустальный компас».

## Биография
Окончив с отличием географический факультет МГУ (1981) по распределению попал в Государственный океанографический институт.
После обучения (1985—1989) в аспирантуре Государственного океанографического института, в 1990 году защитил кандидатскую диссертацию по теме «Структура и динамика придонного и глубинного слоев в восточной части тропической зоны Тихого океана».
Работает в Институте океанологии РАН:
- 1993 — старший научный сотрудник
- 1996 — заместитель директора по научно-организационной работе
- 1999 — заместитель директора по научным экспедициям и флоту
- 2017 — исполняющий обязанности директора
- 25 сентября 2019—2023 — директор ИО РАН[4].

Член Научно-экспертного совета Морской коллегии при Правительстве РФ.
В 2012 году защитил докторскую диссертацию по теме «Долговременная изменчивость крупномасштабной циркуляции вод Северной Атлантики во второй половине XX века».
Своим учителем называет Сергея Сергеевича Лаппо.
В 2022 году избран в члены-корреспонденты РАН.

## Семья
Женат, есть сын.

## Награды и премии
- 2019 — медаль «За отличие в морской деятельности».